# Fungu-eiland
Fungu-eiland, ook wel Foengoe-eiland en lokaal Fungu Tabiki, is een eiland in de Coppenamerivier. Het ligt in het Centraal Suriname Natuurreservaat in de buurt van de Raleighvallen en de Voltzberg. 
Het is vanaf het water te bereiken vanaf onder meer Witagron. Daarnaast is hier de Raleigh Airstrip aangelegd dat verbindingen heeft met Zorg en Hoop Airport in Suriname. Bij de airstrip bevinden zich slijpgroeven waar inheemse bewoners voor de precolumbiaanse periode hun bijlen scherpten. Daarnaast bevindt zich een onderzoeksstation op het eiland.
Het eiland zelf is klein en is zonder een gids binnen een uur rond te wandelen. Op het eiland bevinden zich logeergebouwen van STINASU, waardoor het voor toeristen vaak als overnachtingadres dient om de Raleighvallen en de Voltzberg te bezichtigen. Het eiland bevindt zich in het midden van een heuvellandschap en heeft enkele strandjes bij de grote watervallen (Moedervallen) en tussen de rotsen van de stroomversnellingen (sula's) in de rivier. Daarnaast liggen er watervalletjes in het bos verscholen. In de droge tijd zijn de grote granietblokken in de rivier zichtbaar.

## Galerij
| Korjaal |  | Papegaaien |
| Korjaal |  | papegaaien |

| Een van de acht Surinaamse apensoorten |  | Onderzoekscentrum |
| Een van de acht Surinaamse apensoorten |  | Onderzoekscentrum |